# خواهرزاده نازنین عزیز

اورسولا هاینله و فرانچسکو پاریزی در صحنه‌ای از فیلم.

خواهرزاده نازنین عزیز (ایتالیایی: Cara dolce nipote) یک فیلم کمدی سکسی سبک ایتالیایی به کارگردانی آندرئا بیانکی است که در سال ۱۹۷۷ منتشر شد. از بازیگران این فیلم می‌توان به فمی بنوسی اشاره کرد.